# Bhooria rubigella
Bhooria rubigella är en insektsart som först beskrevs av Evans 1955.  Bhooria rubigella ingår i släktet Bhooria och familjen dvärgstritar. Inga underarter finns listade i Catalogue of Life.